# Decio Vinciguerra
Decio Vinciguerra (Génova, 23 de mayo de 1856–Padua, 5 de octubre de 1934) fue un zoólogo italiano especializado en ictiología.

## Biografía
Estudió en la Universidad de Génova en la que se graduó en medicina y cirugía en 1878. Inmediatamente después de graduarse fue nombrado ayudante en la cátedra de Zoología y Anatomía comparada en la misma Universidad. Allí profundizó el estudio de la disciplina zoológica obteniendo finalmente un grado de doctorado.
Fue miembro de la expedición científica ítalo argentina a Tierra del Fuego en 1881 dirigida por Giacomo Bove y patrocinada por el Instituto Geográfico Militar argentino; el botánico Carlos Luis Spegazzini, el geólogo Domenico Lovisato y el geógrafo Giovanni Roncagli completaban el equipo científico. En ese viaje hizo valiosas colecciones y observaciones de la fauna y su distribución en la región. Los resultados de esta expedición que duró ocho meses fueron presentados públicamente en un acto patrocinado por el Instituto Geográfico Nacional en 1882.
Visitó Alemania varias veces para realizar estudios sobre la cría de peces, y asistió a conferencias relacionadas con la pesca en Bergen, Viena, Graz y Washington D. C.. Representó a Italia en el cuarto Congreso Internacional de Pesca en Washington D. C. en septiembre de 1908, donde propuso promover una "exploración oceanográfica internacional del Mar Mediterráneo en interés de la pesca" (Sull'opportunita di una esplorazione oceanografica del Mediterraneo, nell'interesse della pesca marittima).
Fue profesor en la Universidad de Roma La Sapienza, conservador del museo zoológico de la Universidad y durante muchos años director del Aquarium de Roma; también enseñó piscicultura en el Istituto Forestale di Vallombrosa y en la Facultad de Agricultura de la Universidad de Perugia.
Falleció en Padua el 5 de octubre de 1934.

## Publicaciones
Su labor científica quedó registrada en doscientas diez publicaciones; se citan algunas de ellas:
- Intorno ad alcune specie di pesci raccolte dal dottore Enrico Stassano presso la costa occidentale del Sahara, nota... OCLC 661107035
- Sulla introduzione del salmone di California nel Lago di Castel Gandolfo. OCLC 83716052
- Appunti ittiologici sulle collezioni del Museo Civico di Genova 1-4, 6, 7 OCLC 83149931
- Le emimetamorfosi dei pesci: Cenni bibliografici. OCLC 61630184
- Appunti ittiologici. 1880. OCLC 602020896
- L'esposizione internazionale di pesca tenuta in Berlino nel 1880: relazione a A.S.E. il ministro della pubblica istruzione. Tipografia del R. Istituto Sordo-Muti. Génova, 1881. OCLC 635554264
- Relazione preliminare sulle collezioni zoologiche fatte in Patagonia: e nell'Isola degli Stati. Génova, 1883 OCLC 602020956
- Risultati ittiologici delle crociere del Violante, comandato dal capitano-armatore Enrico d'Albertis. Tipografia del R. Istituto Sordo-Muti. Génova, 1883. OCLC 17383355
- Sulla fauna dell'America australe. Roma, 1884. OCLC 602019816
- Pesci. Tipografia del R. Istituto Sordo-Muti. Génova, 1890. OCLC 39806836
- Zoologia e acquicoltura. Nuova antologia. Roma, 1907. OCLC 81270100
- Sull'opportunita di una esplorazione oceanografica del Mediterraneo, nell'interesse della pesca marittima. Roma: Societa geografica italiana, 1908.
- Rettili, batraci e pesci. Editorial Pellas, Génova, 1927.
- Piscicoltura. 1929. OCLC 859570002
- Spedizione scientifica all'oasi di Cufra: (marzo-luglio 1931). 1931. OCLC 797823104

## Honores
En Tierra del Fuego, Argentina, un cerro y un glaciar llevan su nombre.
Eponimia
Vinciguerria (D. S. Jordan & Evermann) es un género de peces de la familia Phosichthyidae que lleva el nombre del Dr. Decio Vinciguerra, como así también el epíteto vinciguerrae utilizado en los nombres científicos de varias especies, entre ellas: Schistura vinciguerrae, Callipodella vinciguerrae, Strandesia vinciguerrae, Allodynerus vinciguerrae, Pseudepipona vinciguerrae, Hyrtios vinciguerrae, Psilenchus vinciguerrae, Mochlus vinciguerrae. 

## Abreviatura (zoología)
La abreviatura Vinciguerra  se emplea para indicar a Decio Vinciguerra como autoridad en la descripción y taxonomía en zoología.